# Bolbosoma balaenae
Bolbosoma balaenae är en hakmaskart som först beskrevs av Gmelin 1790.  Bolbosoma balaenae ingår i släktet Bolbosoma och familjen Polymorphidae. Inga underarter finns listade i Catalogue of Life.